# Новаков, Антон
Антон Новаков (молд. Anton Novakov; ум. сентябрь 1938, Румыния) — бессарабский промышленник и законодатель Молдавской Демократической Республики болгарского и гагаузского происхождения. 

## Биография
Родился в болгарско-гагаузской семье. Как отметил в 2019 году историк Иван Думиникэ, единственные известные факты о ранней жизни Новакова в Российской империи - это его статус кассира кредитных союзов Бендерского уезда и его внесение в список «промышленников». Он был отправлен в Сфатул Цэрий транснациональной гильдией, Союзом кредитных кооперативов, вместе с четырьмя «молдаванами»: Георге Буруянэ, Теодором Коробчану, Ионом Казаклиу и Владимиром Киореску. Союзу было выделено пять мест на сессии Сфатула Цэрия 6 ноября 1917 года, при этом мандат Чиореску был записан как начинающийся 15 ноября. По словам Думиника, Новаков был болгаро-гагаузским делегатом, поскольку именно он представлял кооперативы, образованные в Буджаке.
22 ноября Новаков был избран в комиссию по санкционированию в составе 12 членов под председательством Николае Бозе-Кодряну, которая проверяла законность мандатов его коллег. Позже он также работал в Комиссии по борьбе с анархией и Комиссии по заявлениям и уставам. Его пребывание в должности привело к присоединению Молдавской Республики к Королевству Румыния. Он был одним из тринадцати депутатов, отсутствовавших на фактическом голосовании по объединению, которое состоялось 27 марта 1918 года. Большинство других болгарско-гагаузских делегатов воздержались, а Новаков и Думитру Топчу объяснили, что они находились на официальном посту в Тигине, помогая для пополнения запасов бессарабских войск против большевистских повстанцев (Румчерода). Утверждения о том, что он на самом деле выступал против союза, вновь всплыли позже, когда большевики основали Украинскую Советскую Социалистическую Республику на новой восточной границе Румынии. В начале 1925 года большевистский историк Александр Рябинин-Скляревский утверждал, что привез из Одессы «протест против союза Бессарабии» с автографом и подписью Новакова как «делегата от кооперативов»; сообщается, что среди других подписавшихся были Якоб Бернштейн-Кохан, Александр Крупенский, Александр Шмидт, Пантелимон Синадино и Василий Яновский.
Как отметил историк (и бывший премьер-министр Молдовы) Петру Казаку, Новаков и большинство предполагаемых подписавших Одесское письмо «стали румынскими гражданами и мирно живут под защитой Румынии». Он продолжал жить и работать в Кишиневе, на улице Александри, 15, и вступил в местную Торгово-промышленную палату. Он организовал и помогал руководить Тигинской секцией Народной партии, но в сентябре 1925 года дезертировал и присоединился к национал-либералам. Также в том же месяце он поддержал и баллотировался в Независимый список кандидатов в Палату, будучи избранным в качестве младшего члена объединенного совета. В июне 1926 года Новаков был делегатом Палаты в Совете по надзору за иностранцами, консультируя Инспекцию труда.
Новаков вступил в клуб бывших депутатов Сфатула и, как и подавляющее большинство его членов, проголосовал за участие в праздновании 10-летия союза 29 апреля 1928 года. К тому времени он вел судебный процесс по вопросу о том, что ему не выделили землю, зарезервированную для делегатов Сфатула, поддержавших профсоюз, но проиграл дело в суде. В 1930 году, после дефолта по непогашенному долгу, его жена Мария была вынуждена продать свой дом в Меренях. О «преждевременной смерти» Антона объявила Федерация кооперативов Тигины 14 сентября 1938 года. В августе 1940 года, через несколько недель после советского вторжения в Бессарабию, его вдова, пенсионерка по старости из Тигины, была записана среди «румынских беженцев, перебравшихся из Бессарабии в Румынию на контрольно-пропускном пункте Унгень». Власти предоставили ей новый дом в Бузэу.